# ولگرد (فیلم ۲۰۱۴)
ولگرد یا خانه به دوش (به انگلیسی: The Rover) محصول ۲۰۱۴، فیلمی استرالیایی در گونه جنایی پادآرمان‌شهری به نویسندگی و کارگردانی دیوید می‌شد و بر اساس داستانی از می‌شد و جوئل اجرتون است.